# Höhere Geodäsie
Die höhere Geodäsie ist jener Teil der Geodäsie, der sich mit der großräumigen Form der Erde (Erdfigur, Geoid), ihren Bewegungen (vor allem Erdrotation, Nutation, Kontinentalverschiebung) und dem Erdschwerefeld befasst. Ihre historische Entwicklung von der Antike bis in die 1970er Jahre fasste Volker Bialas in seiner Monografie zusammen.
Der Begriff wurde von Friedrich Robert Helmert geprägt. Josef Philipp Herr stand am k.k. Polytechnischen Institut in Wien ab 1866 als Professor für sphärische Astronomie und höhere Geodäsie der ersten Speziallehrkanzel für Erdmessung in Europa vor.
Die zugehörigen Messungen werden terrestrisch, mit künstlichen Erdsatelliten und Quasaren durchgeführt. Ihre Auswertung basiert auf geometrischen und physikalischen Theorien und erfordert die Definition, Anwendung und Transformation von globalen und lokalen Koordinatensystemen.
Die Bezeichnung höhere Geodäsie entstand im Gegensatz zu niedere Geodäsie (heute angewandte Geodäsie, praktische Geodäsie oder Stückvermessung, englisch: surveying). In der niederen Geodäsie kann man die Erdkrümmung vernachlässigen. In der höheren Geodäsie und der Landesvermessung ist sie hingegen immer zu berücksichtigen. Sie macht auf 100 m knapp 1 mm in der Höhe aus, bei 1 km bereits 8 cm. Die Einflüsse auf die Lage-Vermessung machen sich erst bei etwas größeren Distanzen bemerkbar.
Die höhere Geodäsie gliedert sich in einige Bereiche, die sich allerdings teilweise überschneiden. Üblich ist folgende Einteilung:
- Mathematische und astronomische Geodäsie (geometrische Verfahren)
- Physikalische Geodäsie und Gravimetrie (Schweremessung)
- Satellitengeodäsie und Landesvermessung

Die genannten Arbeitsgebiete betreffen auch Teile der Geophysik und Geodynamik sowie der Navigation, Potentialtheorie und Differentialgeometrie.
Neuerdings dehnt sich der Arbeitsbereich der höheren Geodäsie auch auf den erdnahen Weltraum aus – vor allem auf Mond (Selenodäsie) und Mars („Areodäsie“), aber auch auf andere Planeten („planetare Geodäsie“), siehe auch Planetologie.